# Jess Hill
Jess Hill, pseudonimo di Jess Girotti (Los Angeles, 7 novembre 1969), è un attore, sceneggiatore e produttore cinematografico statunitense.

## Biografia
Nato nel 1969, Hill è il figlio primogenito di Terence Hill e Lori Hill (nata Zwicklbauer), e il fratello maggiore di Ross Hill. Ha iniziato a muovere i primi passi nel mondo del cinema già da bambino, con il ruolo di un piccolo mormone in Lo chiamavano Trinità..., e successivamente nel film Il mio nome è Nessuno (nel quale ha interpretato il bambino con la mela che viene mangiata dal personaggio interpretato da suo padre). In seguito ha avuto piccole parti, recitando in Doc West con il nome di "Jesse Fortunato". Lavora anche dietro le quinte, sia come sceneggiatore che assistente alla regia in diversi film di suo padre e serie televisive.

## Filmografia

### Attore
- Don Camillo, regia di Terence Hill (1983)
- Botte di Natale, regia di Terence Hill (1994)
- Potenza virtuale, regia di Anthony M. Dawson (1997)

### Sceneggiatore
- Botte di Natale, regia di Terence Hill (1994)
- Doc West, regia di Giulio Base e Terence Hill (2009) – serie televisiva

### Aiuto regia
- Lucky Luke, regia di Terence Hill (1991)
- Lucky Luke, regia di Terence Hill, Ted Nicolaou e Richard Schlesinger (1992) – serie televisiva
- Doc West, regia di Terence Hill (2009) – serie televisiva

### Produttore
- Il mio nome è Thomas, regia di Terence Hill (2018)